# Mikhail Bestoujev
Pour les articles homonymes, voir Bestoujev.
Mikhail Aleksandrovitch Bestoujev, né le 22 septembre 1800 à Saint-Pétersbourg et mort le 21 juin 1871 à Moscou, est un officier russe, un des décembristes.

## Biographie
Fils d'Alexander Fedoseyevich Bestoujev, un officier d'artillerie et de sa femme Praskovya Mikhailovna, il est le frère d'Alexandre, de Nikolaï, de Piotr et de Pavel Bestoujev.
En 1812, il entre dans le corps des cadets de la Marine et, le 10 juin 1814, est promu aspirant puis en mars 1822, lieutenant. Le 22 mars 1825, il est transféré au régiment des gardes-marines de Moscou avec le grade de lieutenant. A partir du 3 mai 1825 il devient capitaine d'état-major et, de 1817 à 1819, sert à Kronstadt puis, de 1819 à 1821 à Arkhangelsk.
Il entre en 1824 dans la Société du Nord de K. P. Thorson et conduit la 3e compagnie du régiment de Moscou sur la place du Sénat. Arrêté le 14 décembre 1825, le 18 décembre, il est emprisonné dans la forteresse Pierre-et-Paul.
Parmi d'autres détenus particulièrement importants, il est gardé dans la raveline Alekseïevski avec une consigne stricte d'isolement. Son frère Nikolaï étant derrière le même mur de prison, il invente un moyen de communiquer avec lui en créant un nouvel alphabet basé sur des mouvements d'horlogerie. Par la suite, cet alphabet carcéral s'est largement répandu dans les cachots de Russie, a été amélioré et utilisé par plusieurs générations de prisonniers politiques,,.
Reconnu coupable de la catégorie II, le 10 juillet 1826, il est condamné aux travaux forcés à perpétuité. Le 7 août 1826, avec son frère Nikolaï, il est emmené à Chlisselbourg. Le 22 août 1826, la durée des travaux forcés est réduite à 20 ans. Le 28 septembre 1827, le groupe, qui comprenait les frères Bestoujev, est envoyé en Sibérie et le 13 décembre de la même année, arrive à la prison de Tchita. En septembre 1830, les décembristes sont transférés au Petrovsk-Zabaïkalski.
Le 8 novembre 1832, la durée des travaux forcés est réduite à 15 ans, et le 14 décembre 1835, à 13 ans.
Dans « l'académie des travaux forcés » de Petrovsk-Zabaïkalski, Bestoujev et d'autres décembristes étudient l'espagnol sous la direction de Dmitri Zavalichine, le polonais et le latin par M. I. Rukevich, l'italien avec A. V. Poggio et l'anglais par Zakhar Tchernychev.
Mikhail Bestoujev compose aussi la chanson « Comme le brouillard » (1835), qui devient populaire parmi les exilés, dédiée au 10e anniversaire du soulèvement du régiment de Tchernigov.
Le 10 juillet 1839, les frères Bestoujev sont transférés à Novoselenginsk (oblast d'Irkoutsk), où ils parviennent le 1er septembre 1839.
En février 1844, la mère des frères vend son domaine et demande l'autorisation de déménager à Selenginsk avec ses filles Elena, Maria et Olga. Après la mort de Praskovya Mikhailovna (27 octobre 1846), les sœurs Bestoujev sont autorisées à s'installer à Selenginsk avec toutes les restrictions prescrites pour les épouses de criminels d'État.
Lors de son exil à Selenga, Mikhail Bestuzhev épouse la sœur du cosaque Yesaul Selivanov - Maria Nikolaevna (décédée en 1867). Ils auront 4 enfants : Elena (1854-1867), Nicholas (1856-1863), Maria (1860-1873), Alexandra (1863-1876). Il construit une maison, s'engage dans l'agriculture et l'acclimatation des plantes.
À Selenginsk, les frères Bestoujev se lient d'amitié avec un dignitaire bouddhiste, Khambo-lama Dampil Gomboev. Mikhail écrit alors un traité sur le bouddhisme, basé sur la cosmologie bouddhiste. L'essai est déposé chez le marchand Kyakhta A. M. Lushnikov, qui l'a placé dans un coffre avec l'ordre de ne l'ouvrir qu'en 1951 mais le coffre a été perdu.
Mikhail Bestoujev est l'auteur de plusieurs histoires et mémoires sur l'histoire du mouvement décembriste.
Après l'amnistie du 26 août 1856, il reste à Selenginsk. En 1857, participant à la troisième descente en rafting de l'Amour jusqu'à Nikolaïevsk-sur-l'Amour, il dirige une flottille de 40 péniches et radeaux.
Le 22 avril 1862, il est autorisé à résider en permanence à Moscou. Après avoir perdu son fils Nicholas (1863) et sa femme (1866), il quitte Selenginsk en juin 1867 et s'installe à Moscou où il meurt du choléra le 21 juin 1871. Il est enterré au cimetière Vagankovo.